# 芦塚長蔵
芦塚 長蔵（芦塚 長藏、あしつか ちょうぞう、1890年（明治23年）10月8日 - 1947年（昭和22年）11月27日）は、大日本帝国陸軍軍人。最終階級は陸軍少将。

## 経歴・人物
佐賀県出身。1911年（明治44年）陸軍士官学校第23期卒業、陸軍歩兵少尉に任官。
1938年（昭和13年）2月に歩兵第28連隊留守隊長、同年3月に陸軍歩兵大佐を経て、翌年の1939年（昭和14年）3月に歩兵第28連隊長（関東軍、第7師団、歩兵第14旅団）に任ぜられ、ノモンハン事件に出動。
その後、同年12月に静岡連隊区司令官、1942年（昭和17年）12月に大阪連隊区司令官を経て、1943年（昭和18年）3月に陸軍少将に昇進。さらに、1944年（昭和19年）7月に留守第4師団兵務部長、同年8月に停職、10月5日に留守第57師団司令部附、10月14日に留守第57師団兵務部長を経て、1945年（昭和20年）3月末に千葉連隊区司令官兼千葉地区司令官に補任され、終戦を迎えた。
1947年（昭和22年）11月28日、公職追放仮指定を受けた。